# ملعب أرينا دي بايكسادا
أرينا دي بايكسادا هو ملعب كرة قدم يقع في مدينة كوريتيبا البرازيلية . يسع الملعب لجلوس 43,981 متفرج. وهو الملعب الرسمي الذي يخوض فيه نادي أتليتيكو باراناينسي.
شُيِّدَ في الأصل سنة 1914 وكان يتسع ل 28,413 متفرج. لكن بعدما حصلت البرازيل على حق استضافة
بطولة كأس العالم لكرة القدم 2014، تقرر إجراءات تعديلات على الملعب. وستشمل التعديلات الزيادة في الطاقة الاستيعابية للملعب لتصل إلى 43,981 ألف متفرج عبر بناء مدرج جديد لاسضافة مبارايات كأس العالم 2014.

## وصلات خارجية
- Arena da Baixada - by Atlético Paranaense official website
- CAP S/A نسخة محفوظة 12 أغسطس 2018 على موقع واي باك مشين. – by CAP S/A website
- Baixada - by Furacao.com website